# Constante limite de Laplace
Ne doit pas être confondue avec la constante de Laplace d'un gaz utilisée en thermodynamique, autre appellation de l'indice adiabatique.
En mathématiques, la constante limite de Laplace, ou constante de Laplace ou encore limite de Laplace, est la valeur maximale de l'excentricité pour laquelle une solution à l'équation de Kepler, exprimée sous forme de série entière, converge.
Elle vaut environ : 0,662 743 (suite A033259 de l'OEIS).

## Définition à partir de l'équation de Kepler
L'équation de Kepler {\displaystyle M=E-\varepsilon \sin E} relie l'anomalie moyenne {\displaystyle M} et l'anomalie excentrique {\displaystyle E} pour un corps un mouvement sur une ellipse d'excentricité {\displaystyle \varepsilon }. Cette équation ne peut être résolue en {\displaystyle E} à l'aide de fonctions élémentaires, mais le théorème d'inversion de Lagrange apporte une solution série entière en {\displaystyle \varepsilon } :
{\displaystyle E=M+\sum _{n=1}^{\infty }(\sin ^{n}M)^{(n-1)}{\frac {\varepsilon ^{n}}{n!}}=M+\sin M\,\varepsilon +{\tfrac {1}{2}}\sin(2M)\,\varepsilon ^{2}+\left({\tfrac {3}{8}}\sin(3M)-{\tfrac {1}{8}}\sin M\right)\varepsilon ^{3}+\cdots }.
Laplace a réalisé que cette série converge pour de petites valeurs de l'excentricité, mais diverge lorsque l'excentricité excède une certaine valeur. La constante limite de Laplace {\displaystyle L} correspond à cette valeur,,. C'est le rayon de convergence de cette série entière.
D'après cette référence, c'est la recherche de cette mystérieuse constante qui aurait poussé Cauchy à créer l'analyse complexe.

## Équations dont la constante de Laplace est solution
Cauchy a montré que la constante {\displaystyle L} est la valeur maximum de {\displaystyle {\frac {x}{\cosh x}}} pour {\displaystyle x>0}. Cette valeur est obtenue pour {\displaystyle \coth x=x}, cette dernière équation s'écrivant aussi {\displaystyle \mathrm {e} ^{2x}={\frac {x+1}{x-1}}}.
Notant {\displaystyle L_{0}} la solution de cette équation, {\displaystyle L_{0}=1,199\,678\dots } ( A085984), on a donc {\displaystyle L={\frac {L_{0}}{\cosh L_{0}}}={\frac {1}{\sinh L_{0}}}={\frac {L_{0}+1}{e^{L_{0}}}}=(L_{0}-1){e^{L_{0}}}={\sqrt {L_{0}^{2}-1}}} .
{\displaystyle L} est aussi l'unique solution réelle de l'équation :

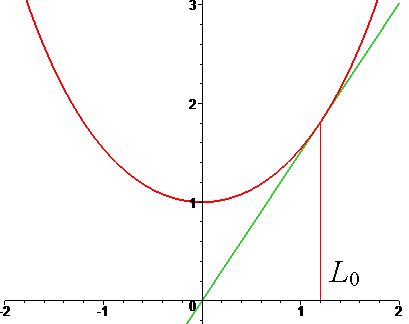
Chainette avec tangente passant par l'origine, de pente.

{\displaystyle x\exp({\sqrt {1+x^{2}}})=1+{\sqrt {1+x^{2}}}}.

## Interprétations géométriques

### Inverse de la pente d'une tangente à la chainette passant par l'origine

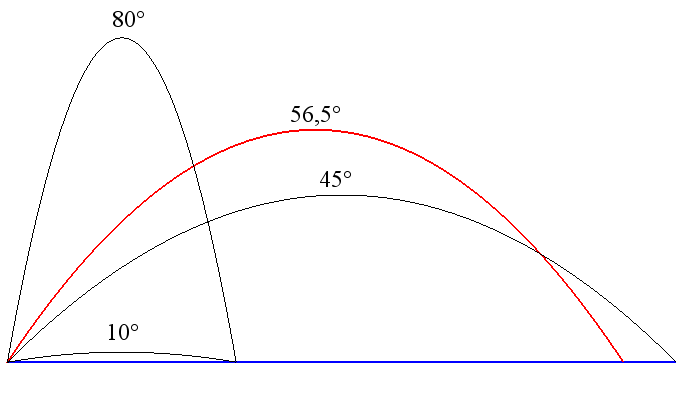
La trajectoire de tir en rouge est la plus longue ; les angles indiqués sont les angles de tir initiaux.

{\displaystyle L_{0}}, solution de {\displaystyle {\frac {\cosh x}{x}}=\sinh x}, est l'abscisse du point où la tangente à la chainette d'équation {\displaystyle y=\cosh x} passe par l'origine, pour {\displaystyle x>0}. Cette tangente a pour pente {\displaystyle \sinh L_{0}=1/L} ( A240358). 

L'angle avec l'axe des {\displaystyle x} est  {\displaystyle \alpha =\arctan {(1/L)}=\operatorname {gd} (L_{0})}, où {\displaystyle \operatorname {gd} } est la fonction de Gudermann, vaut environ 56,5° ( A345737) ; on a : {\displaystyle \cos \alpha =L/L_{0},\sin \alpha =1/L_{0}}.

### Angle de tir pour un tir de longueur maximale
L'angle précédent, {\displaystyle \alpha =\arctan {(1/L)}\approx 56,5^{\circ }} est aussi l'angle de tir au départ donnant une trajectoire de tir parabolique de longueur maximale.
La distance de tir est alors {\displaystyle 2(L/L_{0}^{2})a\approx 0,9a}, {\displaystyle a} étant la distance de tir maximale obtenue pour un angle de départ de 45°.

### Caténoïde s'appuyant sur deux anneaux parallèles

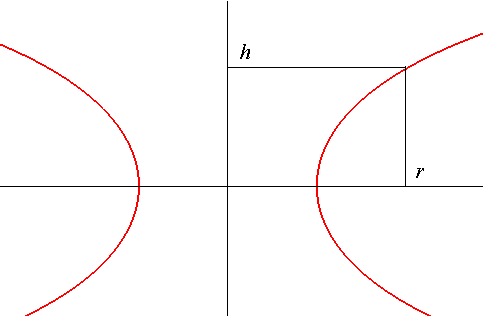
Chainette passant par le point de coordonnées.

Chercher les chainettes d'équation {\displaystyle x/a=\cosh(y/a)} passant par le point {\displaystyle (r,h)}, revient à résoudre {\displaystyle r/h={\frac {\cosh u}{u}}} où {\displaystyle u=h/a}. Il y a deux solutions pour {\displaystyle 0<r/h<L}, solution unique pour {\displaystyle r/h=L}, et  pas de solution pour {\displaystyle r/h>L}.

Caténoïdes s'appuyant sur deux anneaux parallèles.

Étant donné deux anneaux circulaires parallèles de rayons {\displaystyle r} distants de {\displaystyle 2h}, la constante de Laplace {\displaystyle \approx 0,66} est donc la valeur maximum du rapport {\displaystyle r/h} pour l'existence de caténoïdes s'appuyant sur ces anneaux (solution au problème de Plateau). Pour {\displaystyle r/h=L} la chainette méridienne est tangente aux diagonales du rectangle cadre (en bleu ci-contre), d'après la première propriété ci-dessus. 